# Sindrome da distress respiratorio
La sindrome da distress respiratorio, o ARDS, è una sindrome caratterizzata da ipossiemia (PaO2/FiO2 ≤200), scarsa compliance respiratoria, necessità di pressione positiva di fine espirazione (PEEP) alla ventilazione meccanica e riscontro radiografico di infiltrati polmonari. 
Nel caso di neonato, prende il nome di Sindrome da distress respiratorio neonatale (NRDS): si ha un'assenza o riduzione del surfattante, che è responsabile dell'aumentata consistenza dei polmoni, propria dell'ARDS. 

## Condizioni predisponenti
- inalazione gas tossici
- annegamento
- infezioni(virus, batteri, funghi)
- overdose di farmaci
- shock
- trauma (ustioni, embolia gassosa, contusione polmonare, trauma cranico)
- radiazioni
- altitudini elevate
- alterazioni ematologiche
- complicanze ostetriche (tossiemia, embolia amniotica, endometrite post-partum)
- ostruzione linfatica
- circolazione extracorporea
- alterazioni metaboliche (pancreatite, uremia)

## Clinica
Il paziente mostra lievi segni di distress caratterizzati da tachipnea, dispnea e aumentato fabbisogno di ossigeno. Entro poche ore si sviluppa ipossiemia severa con ipercapnia. 
L'auscultazione polmonare può rilevare rantoli sparsi.
L'inizio dell'ARDS può essere molto variabile nella sepsi, fulmineo nell'aspirazione polmonare o insidioso nei danni neurologici acuti o nello shock.
L'insufficienza respiratoria determina addensamenti diffusi bilaterali evidenti all'RX e frequenti infezioni sovrapposte che portano a morte in più del 50% dei casi. 
Nella fase acuta i polmoni si presentano diffusamente aumentati di consistenza, rossastri, congesti e pesanti, con un danno alveolare diffuso (istologicamente si osserva edema, membrane ialine, infiammazione acuta). 
Nella fase di proliferazione e organizzazione compaiono aree confluenti di fibrosi interstiziale con proliferazione di pneumociti di II tipo. 
Frequenti le sovrainfezioni batteriche nei casi fetali.

## Trattamento
Poiché nel 70% dei casi il paziente muore non per insufficienza respiratoria ma per altri problemi legati alla causa scatenante (principalmente problemi multisistemici che provocano insufficienza renale, epatica, gastroenterica, danni al SNC o sepsi) la terapia deve mirare a eliminare la causa che ha provocato l'ARDS.

## Distress nel neonato
La sindrome si può osservare nel 2,5-3% dei bambini ricoverati in Unità di Terapia Intensiva Pediatriche. L'incidenza è inversamente proporzionale all'età gestazionale ed al peso alla nascita. 
Il distress neonatale è caratterizzata da ipossia, infiltrati polmonari diffusi alla radiografia del torace, pressione di occlusione in arteria polmonare, funzione cardiaca normale. Si verifica cianosi. Se i movimenti respiratori sono fatti a bocca chiusa si deve sospettare ostruzioni alte: la bocca dev'essere aperta e le cavità orofaringee ripulite dalle secrezioni con un'aspirazione delicata. 
Molto importante è la prevenzione della prematurità (compresa la non esecuzione di un taglio cesareo non necessario o intempestivo), la gestione appropriata della gravidanza e del travaglio ad alto rischio e la previsione e il possibile trattamento in utero dell'immaturità polmonare.